# Ivatuba
Ivatuba là một đô thị thuộc bang Paraná, Brasil. Đô thị này có diện tích 96,786 km², dân số năm 2007 là 2789 người, mật độ 31,1 người/km².